# Хомяк и Гретель
«Хомяк и Гретель» (англ. Hamster & Gretel) — американский мультипликационный сериал, созданный Дэном Повенмайром для Disney Channel, премьера которого намечена на 12 августа 2022 года.

## Сюжет
16-летний подросток по имени Кевин должен помочь своей младшей сестре Гретель после того, как она и её домашний хомяк по кличке Хомяк получают сверхспособности от инопланетян и становятся супергеройской дуэтом, стремящимся защитить свой город от различных опасностей.

## Персонажи

### Главные персонажи
- Гретель (англ. Gretel; озвучивает Мели Повенмайр) — младшая непоседливая сестра Кевина, которая обретает сверхспособности и становится супергероем[4]. Озвучивается Мели Повенмайр, младшей дочерью создателя шоу Дэна Повенмайра, которая изначально играла роль временной исполнительницы голоса персонажа, но после прослушивания вошла в состав итогового актёрского состава.
- Кевин (англ. Kevin; озвучивает Майкл Чимино) — 16-летний старший брат Гретель, которому приходится помогать Хомяку и Гретель стать супергероями[4].
- Хомяк (англ. Hamster; озвучивает Бек Беннетт) — домашний хомяк Кевина и Гретель, который получает суперсилу[4].
- Фред (англ. Fred; озвучивает Джоуи Кинг) — хорошо разбирающаяся в компьютерах и технологиях двоюродная сестра Кевина и Гретель[4].
- Дэйв (англ. Dave; озвучивает Мэтт Джонс) — отец Кевина и Гретель[4].
- Каролина (англ. Carolina; озвучивает Каролина Равасса) — мать Кевина и Гретель[4].

### Второстепенные персонажи
- Бейли (англ. Bailey; озвучивает Приа Фергюсон) — лучшая подруга Гретель[5].
- Вероника Хилл (англ. Veronica Hill; озвучивает Лиза Коши) — новостной репортёр[5].
- Лорен Разрушительница и Лайл Кулакобой (англ. Lauren The Destructress and Lyle Fist Puncher; озвучивают Алисон Стоунер и Брок Пауэлл) — злодейский дуэт брата и сестры[5].
- Энтони (англ. Anthony; озвучивает Акинтое) — самоуверенный приятель Кевина[5].
- Хироми (англ. Hiromi; озвучивает Роми Деймс) — сотрудница магазина комиксов и возлюбленная Кевина[6].

## Производство

### Разработка
В октябре 2020 года стало известно, что соавтор мультсериалов «Финес и Ферб» и «Закон Мёрфи» Дэн Повенмайр разрабатывает совместно с Disney Television Animation новый мультипликационный проект «Хомяк и Гретель» с заказом на 20 эпизодов для Disney Channel. В 2019 году Повенмайр впервые представил анимированный концепт шоу, где все роли были озвучены им самим. Персонаж Хомяк был основан на рисунке, который Дэн сделал на своей доске во время работы над мультфильмом «Финес и Ферб: Кендэс против Вселенной», выпущенном в 2020 году для Disney+. В дальнейшем дизайн Хомяка был доработан Повенмайром на Арубе, где он отдыхал со своей семьёй. В сентябре 2021 года Джоанна Хаусман присоединилась к проекту в качестве главного сценариста, сопродюсера и редактора сюжета. Дэн обратился к ней после того, как услышал рассказ Хаусман о своём опыте жизни в США будучи венесуэлкой, так как по его мнению она могла привнести некую венесуэльскую аутентичность в само шоу. В июне 2022 года было объявлено о дозаказе 10 дополнительных эпизодов мультсериала, в результате чего общее количество заказанных серий достигло 30 штук.

### Работа над сериалом
Работа над мультсериалом началась в октябре 2020 года и велась удалённо из-за закрытия офисов Disney TVA во время пандемии COVID-19. Сам сериал был по большей части основан на динамике отношений Повенмайра с его сестрой, так как подобная тема, по мнению создателя шоу, никогда ранее не освещалась на телевидении. Дэн также черпал вдохновение в своём семейном опыте для создания персонажей Кевина и Гретель, отношения между которыми, по словам режиссёра проекта Эмбер Холлинджер, станут основным фокусом в повествовании. В «Хомяке и Гретель» главные герои являются венесуэльцами, что было вдохновлено тем, что жена Повенмайра также имеет венесуэльские корни.
Известно, что действия мультсериала происходят в той же вселенной, что и события «Финеса и Ферба» и «Закона Мёрфи», а некоторые персонажи из обоих проектов будут появляться в сюжете. Тем не менее, Дэн отметил, что официального кроссовера данных шоу пока не планируется.

### Анимация
Услуги анимирования для сериала предоставляет студия Snipple Animation, которая завершила работу над первыми эпизодами к маю 2022 года. Во время производства эпизоды создавались параллельно, но при этом находясь на разных стадиях готовности: пока часть из них была ещё на этапе препродакшена, другая уже попадала на этап постпродакшена. Также известно, что в самом мультсериале будут представлены экшн-сцены, имеющие более высокое кинематографическое качество, чем аналогичные в «Финесе и Фербе» и «Законе Мёрфи».

### Музыка
Как и в случае своих предыдущих работ, Повенмайр самостоятельно писал песни для мультсериала.

### Релиз
Премьера «Хомяка и Гретель» ожидается 12 августа 2022 года на Disney Channel. Параллельно с этим сериал будет доступен и на Disney+.